# Grand Prix USA 1975
Grand Prix USA 1975 (oficiálně XVIII United States Grand Prix) se jela na okruhu Watkins Glen International ve Watkins Glen v New Yorku ve Spojených státech amerických dne 5. října 1975. Závod byl čtrnáctým a zároveň posledním v pořadí v sezóně 1975 šampionátu Formule 1.

## Závod
| Poř.   | No. | Jezdec             | Konstruktér     | Počet kol | Čas/Odstoupení | Pořadí na startu | Body |
| ------ | --- | ------------------ | --------------- | --------- | -------------- | ---------------- | ---- |
| 1      | 12  | Niki Lauda         | Ferrari         | 59        | 1:42:58.175    | 1                | 9    |
| 2      | 1   | Emerson Fittipaldi | McLaren-Ford    | 59        | + 4.943        | 2                | 6    |
| 3      | 2   | Jochen Mass        | McLaren-Ford    | 59        | + 47.637       | 9                | 4    |
| 4      | 24  | James Hunt         | Hesketh-Ford    | 59        | + 49.475       | 15               | 3    |
| 5      | 5   | Ronnie Peterson    | Lotus-Ford      | 59        | + 49.986       | 14               | 2    |
| 6      | 3   | Jody Scheckter     | Tyrrell-Ford    | 59        | + 50.321       | 10               | 1    |
| 7      | 9   | Vittorio Brambilla | March-Ford      | 59        | + 1:44.031     | 6                |      |
| 8      | 10  | Hans Joachim Stuck | March-Ford      | 58        | + 1 kolo       | 13               |      |
| 9      | 28  | John Watson        | Penske-Ford     | 57        | + 2 kola       | 12               |      |
| 10     | 30  | Wilson Fittipaldi  | Fittipaldi-Ford | 55        | + 4 kola       | 23               |      |
| NC     | 16  | Tom Pryce          | Shadow-Ford     | 52        | Neklasifikován | 7                |      |
| NC     | 6   | Brian Henton       | Lotus-Ford      | 49        | Neklasifikován | 19               |      |
| Ret    | 25  | Brett Lunger       | Hesketh-Ford    | 46        | Nehoda         | 18               |      |
| Ret    | 31  | Roelof Wunderink   | Ensign-Ford     | 41        | Převodovka     | 22               |      |
| WD     | 11  | Clay Regazzoni     | Ferrari         | 28        | Černá vlajka   | 11               |      |
| Ret    | 17  | Jean-Pierre Jarier | Shadow-Ford     | 19        | Ložisko        | 4                |      |
| Ret    | 7   | Carlos Reutemann   | Brabham-Ford    | 9         | Motor          | 3                |      |
| Ret    | 27  | Mario Andretti     | Parnelli-Ford   | 9         | Zavěšení       | 5                |      |
| Ret    | 23  | Tony Brise         | Hill-Ford       | 5         | Nehoda         | 17               |      |
| Ret    | 15  | Michel Leclère     | Tyrrell-Ford    | 5         | Motor          | 20               |      |
| Ret    | 4   | Patrick Depailler  | Tyrrell-Ford    | 2         | Nehoda         | 8                |      |
| Ret    | 8   | Carlos Pace        | Brabham-Ford    | 2         | Nehoda         | 16               |      |
| DNS    | 21  | Jacques Laffite    | Williams-Ford   |           | Psychika       | 21               |      |
| DNS    | 20  | Lella Lombardi     | Williams-Ford   |           | Zapalování     | 24               |      |
| Zdroj: |     |                    |                 |           |                |                  |      |

## Konečné pořadí po závodě
Pohár jezdců
| Pořadí | Jezdec             | Body |
| ------ | ------------------ | ---- |
| 1      | Niki Lauda         | 64,5 |
| 2      | Emerson Fittipaldi | 45   |
| 3      | Carlos Reutemann   | 37   |
| 4      | James Hunt         | 33   |
| 5      | Clay Regazzoni     | 25   |
| Zdroj: |                    |      |

Pohár konstruktérů
| Pořadí | Konstruktér  | Body    |
| ------ | ------------ | ------- |
| 1      | Ferrari      | 72,5    |
| 2      | Brabham-Ford | 54 (56) |
| 3      | McLaren-Ford | 53      |
| 4      | Hesketh-Ford | 33      |
| 5      | Tyrrell-Ford | 25      |
| Zdroj: |              |         |